# بطاقات الهوية الوطنية في الاتحاد الأوروبي
يتم إصدار بطاقات الهوية الوطنية لمواطنيها من قبل حكومات جميع الدول الأعضاء في الاتحاد الأوروبي باستثناء الدنمارك وإيرلندا والمملكة المتحدة وليختنشتاين . التي تمكن المواطنين الأوروبيين لحمل بطاقة هوية وطنية، والتي تنص على الجنسية الأوروبية أو الجنسية السويسرية، استخدامها كوثيقة هوية داخل بلدهم الأم، وكوثيقة سفر لممارسة حق حرية الحركة في المنطقة الاقتصادية الأوروبية وسويسرا . بطاقات الهوية التي لا تذكر الجنسية الأوروبية أو الجنسية السويسرية، بما في ذلك بطاقات الهوية الوطنية الصادرة للمقيمين من غير المواطنين، غير صالحة كوثيقة سفر داخل المنطقة الاقتصادية الأوروبية وسويسرا .
غالبًا ما يتم قبول بطاقات الهوية الوطنية في أجزاء أخرى من العالم لأغراض تحديد الهوية غير الرسمية (مثل التحقق من العمر في المؤسسات التجارية التي تخدم الكحول أو تبيعه، أو تحقق في الفنادق) وأحيانًا لأغراض رسمية مثل إثبات الهوية / الجنسية للسلطات (وخاصة البطاقات المقروءة آليا).
لا تصدر أربع دول أعضاء في المنطقة الاقتصادية الأوروبية بطاقات يعرّفها الاتحاد الأوروبي على أنها بطاقات هوية وطنية لمواطنيها: الدنمارك وأيسلندا والنرويج والمملكة المتحدة (باستثناء سكان جبل طارق) ؛ على الرغم من أنه من المتوقع أن تبدأ النرويج في إصدار هذه البطاقات من عام 2020. في الوقت الحالي، لا يمكن لمواطني هذه البلدان الأربعة استخدام جواز السفر كوثيقة سفر عند السفر بين الدول الأعضاء في المنطقة الاقتصادية الأوروبية، وسويسرا. ومع ذلك، عند السفر داخل منطقة شنغن أو منطقة السفر المشتركة، غالباً ما تكون وثائق هوية صالحة (مثل رخصة القيادة أو بطاقة التأمين الصحي الأوروبية ) كافية. تصدر أيرلندا بطاقة جواز سفر صالحة كبطاقة هوية وطنية في دول الاتحاد الأوروبي الأخرى.

متطلبات وثائق الهوية للمواطنين

|  | National identity card required |

|  | Some form of identity documentation required |

|  | Identity documentation optional |